# 正三位
正三位（しょうさんみ）とは、位階及び神階のひとつ。従二位の下、従三位の上に位する。日本では「おおきみつのくらい」｢おおいみつのくらい｣とも読む。

## 概要
律令制下においては、従三位以上を「貴」と称し、また「星の位」ともいわれ、上級貴族の位階であった。従三位が中納言や近衛大将、大宰帥などと官位相当であるのに対し、正三位は大納言相当とされた。勲等との対比では勲一等に値する。
時代が下るにつれ、官位相当によらない叙位任官も増え、官位相当の大納言は従二位、大将・中将も二位及び三位で運用されたため、中納言でこの位階に叙せられる例も少なくなかった。これにより、本来、上位の位階である筈の正三位も比較的中堅公卿の位階として定着するようになったのをはじめ、本来は堂上となる筈のなかった武家も、中央政界の争乱への関与と貢献を重ねるうちに身分を上昇させ、正三位またはその前後への位階に昇る例が見られるようになった。
武家政治の創始者ともいうべき平清盛の官途はその先駆的な例であり、永暦元年(1160年)、前年の平治の乱で宿敵 源氏の棟梁 源義朝を打倒した清盛は武士として初の正三位となり、参議兼右兵衛督となりさらに官途を重ねて最終的に従一位太政大臣となった。清盛の嫡男 重盛が正三位参議を経て後に正二位内大臣となり、重盛の死後、清盛の後継に擁立された三男 宗盛もまた正三位参議を経て、最終的に従一位内大臣となった。清盛四男の知盛は正三位権中納言を経て従二位に、五男の重衡は従三位左近衛中将より正三位となった。
鎌倉時代以降となると、正三位は征夷大将軍またはその世子が昇叙の段階で上る位階となり、鎌倉幕府二代将軍の源頼家が将軍宣下前に左衛門督に任官した際この正三位に叙せられ、その弟 三代将軍 源実朝は右兵衛佐従五位下で叙爵と同時に征夷大将軍を宣下された後、昇叙を重ね正三位行右近衛中将に昇った後に、最終的に右大臣正二位まで上り詰めた。その次代である摂家将軍藤原頼経も正五位下を初叙とした他は実朝とほぼ同じ位階で昇進を重ね、正三位権中納言を経て、最終的に正二位権大納言となっている。
その後、皇族が将軍となる宮将軍がしばらく続いたことから、人臣の位階たる武家への正三位叙位はしばらく途絶えたものの、後醍醐天皇による北条高時追討により鎌倉幕府が滅亡すると、建武元年(1335年)、足利尊氏が正三位参議兼左兵衛督となる例が見られた。しかし、足利将軍家の位階が正二位内大臣で定着するようになると、将軍及びその世子の官途も従三位からいきなり従二位へと昇る例が増え、正三位への叙位は四代将軍 義持とその弟 足利義嗣、九代将軍 義尚が官途のさなかに正三位への叙位がなされた例に留まった。
戦国時代後期以降では織田信長が安土城を完成させた、天正4年(1576年)、正三位に昇ったのをはじめ、織田信長嫡孫 織田秀信は正三位権中納言となり、信長四男で豊臣秀吉の養子となった羽柴秀勝も秀信と同じ官位を授けられた他、秀吉の弟 豊臣秀長、徳川家康が正三位を経て従二位へと昇叙する例が見られたが、高位ということもあり、武家の叙位にあっては、正三位叙位の発令は決して多いというものではなかった。
江戸時代以降では、正三位はほぼ徳川将軍家または一門の当主のみが昇る位階となったが、それでも決して叙位例は多いとはいえず、240年の江戸時代の歴史の中で、将軍となった者に対する正三位への叙位は三代将軍 徳川家光が初叙で正三位となった他、五代将軍綱吉が承応2年（1653年）、元服した年に従四位下から正三位に昇叙し後に参議に任官、後に六代将軍となる徳川家宣も甲州藩主時代の延宝 8年(1680年)に正三位参議となった例に留まった（将軍世子は、そもそも初叙が従二位となり、他家から将軍になった者であっても、従三位から正三位を経ずに正二位に昇る。）。
また、徳川一門でも正三位への叙位は特殊であったとさえいえ、家康次男で越前福井藩初代藩主の結城秀康は生前正三位であった他、御三家でも家康九男 徳川義直にはじまる尾張藩歴代十七代の藩主のうち、二代 徳川光友が正三位権中納言から権大納言、従二位へと昇り、三代 綱誠がこれにならう形で正三位に叙せられただけに留まり、紀州藩でも歴代藩主十四代のうち、正三位に叙せられた例は二代藩主 光貞が正三位権中納言を経て後に従二位権大納言となった他は、十四代藩主 茂承だけであった。
近代以降、正三位の位階は華族の爵位における伯爵の初叙位階とされた他、陸軍大将、海軍大将などが叙せられる位階となった。西郷隆盛は生前に正三位に叙せられるも西南戦争において官位を褫奪され「賊軍の将」とされたが、大日本帝国憲法発布による大赦により赦され、改めて正三位を贈られることで名誉回復がなされた。今日では、位階が物故者を対象とする栄典となったのに伴い、国務大臣経験者の他、政府の重要官職にあった者、学術分野において多大な功労ある人物が死後に叙せられるのが通例となっている。芸術・芸能分野で正三位に叙せられる例は、極めて少ない。

## 正三位に叙された主な人物
| 名前             | 叙位日                               | 備考・説明                               |
| ---------------- | ------------------------------------ | ---------------------------------------- |
| 藤原不比等       | 大宝元年3月21日 （701年5月3日）      | 大納言                                   |
| 粟田真人         | 霊亀元年4月25日 （715年6月1日）      | 中納言                                   |
| 長屋王           | 霊亀2年正月5日 （716年2月2日）       |                                          |
| 橘三千代         | 養老5年正月5日 （721年2月5日）       |                                          |
| 藤原武智麻呂     | 神亀元年2月4日 （724年3月3日）       | 中納言、従三位から進階                   |
| 藤原房前         | 神亀元年2月4日 （724年3月3日）       | 参議・内臣、従三位から進階               |
| 藤原宇合         | 天平6年正月17日 （734年2月24日）     | 参議、従三位から進階                     |
| 藤原武智麻呂の娘 | 天平9年2月14日 （737年3月19日）      | 聖武天皇夫人                             |
| 藤原房前の娘     | 天平9年2月14日 （737年3月19日）      | 聖武天皇夫人                             |
| 橘諸兄           | 天平10年1月13日 （738年2月6日）      | 右大臣、従三位から進階                   |
| 藤原仲麻呂       | 天平20年3月22日 （748年4月24日）     | 参議、従三位から進階                     |
| 当麻山背         | 天平宝字2年8月1日 （758年9月7日）    | 淳仁天皇実母                             |
| 藤原永手         | 天平宝字8年9月11日 （764年10月10日） | 大納言、従三位から進階                   |
| 藤原真楯         | 天平宝字8年9月12日 （764年10月11日） | 中納言、従三位から進階                   |
| 高野新笠         | 天応元年4月27日 （781年5月24日）     | 皇太夫人（光仁天皇夫人）、従三位から進階 |
| 藤原継縄         | 天応元年9月3日 （781年9月24日）      | 中納言、従三位から進階                   |
| 藤原曹司         | 延暦2年2月5日 （783年3月12日）       | 光仁天皇夫人、従三位から進階             |
| 藤原乙牟漏       | 延暦2年2月5日 （783年3月12日）       | 桓武天皇夫人、のち皇后                   |
| 紀船守           | 延暦9年2月27日 （790年2月27日）      | 中納言、従三位から進階                   |
| 藤原内麻呂       | 大同元年5月18日 （806年6月8日）      | 大納言、従三位から進階                   |
| 藤原冬嗣         | 弘仁9年6月16日 （818年7月22日）      | 大納言、従三位から進階                   |
| 藤原緒嗣         | 弘仁9年6月16日 （818年7月22日）      | 中納言、従三位から進階                   |
| 清原夏野         | 天長8年正月4日 （831年2月19日）      | 大納言、従三位から進階                   |
| 源信             | 承和2年正月7日 （835年2月8日）       | 参議、従三位から進階                     |
| 藤原良房         | 承和9年1月7日 （842年2月20日）       | 中納言、従三位から進階                   |
| 藤原貞子         | 嘉祥3年7月26日 （850年9月5日）       | 仁明天皇女御、従三位から進階             |
| 藤原長良         | 仁寿元年11月26日 （851年12月22日）   | 参議、従三位から進階                     |
| 藤原良相         | 斉衡2年正月7日 （855年1月29日）      | 大納言、従三位から進階                   |
| 源融             | 天安3年11月19日 （859年12月16日）    | 参議、従三位から進階                     |
| 藤原多美子       | 貞観9年3月12日 （867年4月20日）      | 清和天皇女御、従三位から進階             |
| 藤原基経         | 貞観14年8月25日 （872年10月1日）     | 右大臣、従三位から進階                   |
| 藤原温子         | 寛平5年正月21日 （893年2月11日）     | 宇多天皇女御、正四位下から進階           |
| 藤原貴子         | 天慶8年正月9日 （945年2月23日）      | 尚侍、従三位から進階                     |
| 藤原詮子         | 寛和2年3月26日 （986年5月7日）       | 円融天皇女御、従四位下から進階           |
| 藤原尊子         | 寛弘2年正月13日 （1005年2月24日）    | 一条天皇女御、従三位から進階             |

### 室町時代
- 阿蘇惟忠 叙位日不明 生誕: - 没：（阿蘇氏）

### 戦国時代
- 北畠材親
- 北畠具教
- 織田秀信

### 近代
| 氏名                    | 主な役職                                                                           | 正三位に叙位された年月日        | 備考                                                                                  |
| ----------------------- | ---------------------------------------------------------------------------------- | ------------------------------- | ------------------------------------------------------------------------------------- |
| 高倉永祜                | 侍従、北陸道鎮撫総督                                                               | 1868年10月9日（慶応4年8月24日） |                                                                                       |
| 広沢真臣                | 参与、海陸軍務掛、東征大総督府参謀、内国事務掛、京都府御用掛、参議、民部大輔       | 1871年2月27日（明治4年1月9日）  |                                                                                       |
| 澤宣嘉                  | 参与、九州鎮撫総督、長崎府知事、外国官知事、外務卿                                 | 1873年（明治6年）9月30日        |                                                                                       |
| 新田義貞                | 新田氏当主                                                                         | 1876年（明治9年）12月15日       | 鎌倉時代・南北朝時代の武将                                                            |
| 野津鎮雄                | 陸軍中将                                                                           | 1880年（明治13年）7月25日       |                                                                                       |
| 鮫島尚信                | 在仏特命全権公使                                                                   | 1881年（明治14年）6月8日        |                                                                                       |
| 藤原秀郷                | 鎮守府将軍                                                                         | 1883年（明治16年）8月6日        | 平安時代の武将                                                                        |
| 西郷隆盛                | 陸軍大将兼参議、近衛都督                                                           | 1889年（明治22年）2月11日       | 明治2年9月26日（1869年10月30日）に正三位に叙位、1877年（明治10年）2月25日に官位褫奪。 |
| 植松幸雅                | 左近衛中将                                                                         | 1891年（明治24年）12月17日      |                                                                                       |
| 高野隆古                | 右近衛権中将                                                                       | 1891年（明治24年）12月17日      |                                                                                       |
| 西洞院時名              | 少納言                                                                             | 1891年（明治24年）12月17日      |                                                                                       |
| 松平容保                | 京都守護職、日光東照宮宮司、二荒山神社宮司                                         | 1893年（明治26年）12月4日       | 従三位から進階                                                                        |
| 大寺安純                | 陸軍少将                                                                           | 1898年（明治31年）10月25日      |                                                                                       |
| 伊達政宗                | 仙台藩主                                                                           | 1901年（明治34年）11月8日       | 江戸時代の大名                                                                        |
| 浅野長訓                | 広島新田藩主、広島藩主                                                             | 1902年（明治35年）7月24日       | 江戸時代の大名                                                                        |
| 徳川義宜                | 尾張藩主                                                                           | 1905年（明治38年）11月18日      | 江戸時代の大名                                                                        |
| 結城宗広                | 白河結城氏2代当主                                                                  | 1905年（明治38年）11月18日      | 鎌倉時代・南北朝時代の武将                                                            |
| 島津久経                | 島津氏第3代当主                                                                    | 1907年（明治40年）10月23日      | 鎌倉時代の武将                                                                        |
| 吉川元春                | 安芸吉川氏当主                                                                     | 1908年（明治41年）4月2日        | 戦国時代の武将                                                                        |
| 小早川隆景              | 竹原小早川氏当主、沼田小早川氏当主                                                 | 1908年（明治41年）4月2日        | 戦国時代の武将                                                                        |
| 毛利隆元                | 安芸毛利氏当主                                                                     | 1908年（明治41年）4月2日        | 戦国時代の武将                                                                        |
| 周布公平                | 政治家、第3代内閣書記官長、男爵                                                    | 1908年（明治41年）7月10日       |                                                                                       |
| 松平定信                | 白河藩第3代藩主、老中首座、将軍輔佐                                                | 1908年（明治41年）9月9日        | 江戸時代の大名                                                                        |
| 池田光政                | 姫路藩第3代藩主、鳥取藩主、岡山藩初代藩主                                          | 1910年（明治43年）11月16日      | 江戸時代の大名                                                                        |
| 一柳紹念                | 小松一柳氏当主 子爵                                                                | 1912年（明治45年）7月10日       | 従三位から進階                                                                        |
| 楠木正季                | 帯刀舎人、武者所番衆、窪所番衆                                                     | 1914年（大正3年）11月19日       | 鎌倉時代・南北朝時代の武将                                                            |
| 日野邦光                | 中納言                                                                             | 1915年（大正4年）11月10日       | 南北朝時代の公卿                                                                      |
| 源義家                  | 出羽守、下野守、陸奥守                                                             | 1915年（大正4年）11月10日       | 正四位下。平安時代の武将                                                              |
| 源頼義                  | 左馬助、兵庫允、左衛門少尉、左近将監、民部少輔、相模守、陸奥守、伊予守、鎮守府将軍 | 1915年（大正4年）11月10日       | 正四位下。平安時代の武将                                                              |
| 福羽逸人                | 宮内省宮廷園芸技師                                                                 | 1917年（大正6年）7月21日        | 宮中顧問官                                                                            |
| 片山東熊                | 宮内省建築技師                                                                     | 1917年（大正6年）10月23日       | 宮中顧問官                                                                            |
| 島津義弘                | 島津氏当主                                                                         | 1918年（大正7年）8月23日        | 戦国時代の武将                                                                        |
| 松平頼重                | 下館藩主、高松藩主                                                                 | 1919年（大正8年）11月15日       | 江戸時代の大名                                                                        |
| 三島中洲                | 東京帝国大学教授                                                                   | 1919年（大正8年）5月12日        | 文学博士                                                                              |
| 髙橋順太郎              | 東京帝国大学医科大学教授                                                           | 1920年（大正9年）6月4日         | 従三位より進階                                                                        |
| 黒田長政                | 福岡藩主                                                                           | 1922年（大正11年）3月23日       | 江戸時代の大名                                                                        |
| 上杉景勝                | 米沢藩主                                                                           | 1922年（大正11年）9月7日        | 江戸時代の大名                                                                        |
| 細川忠興                | 小倉藩主、熊本藩細川家初代                                                         | 1924年（大正13年）2月11日       | 江戸時代の大名                                                                        |
| 徳川治紀                | 水戸藩主                                                                           | 1924年（大正13年）2月11日       | 江戸時代の大名                                                                        |
| 度会家行                | 伊勢神宮神官                                                                       | 1924年（大正13年）2月11日       |                                                                                       |
| 菊池覚勝                | 菊池氏の一族                                                                       | 1924年（大正13年）2月11日       | 鎌倉時代の武将                                                                        |
| 須藤義衛門              | 東京帝国大学農科大学教授                                                           | 1924年（大正13年）4月15日       | 東京帝国大学名誉教授 日本初の獣医学博士の一名                                         |
| 本多静六                | 東京帝国大学教授                                                                   | 1927年（昭和2年）4月15日        | 日本初の林学博士で「日本公園の父」と言われる。投資家としても有名。                    |
| 矢橋賢吉                | 建築家、大蔵省営繕官僚                                                             | 1927年（昭和2年）5月24日        | 国会議事堂の設計等、近代公共建築の中心人物                                            |
| 藤原範茂                | 肥前守、左衛門佐、左兵衛佐、左近衛少将、左近衛中将、蔵人頭、参議                   | 1928年（昭和3年）11月10日       | 鎌倉時代前期の公卿、順徳天皇の外叔父                                                  |
| 藤原信能 （一条信能）   | 左近衛中将、蔵人頭                                                                 | 1928年（昭和3年）11月10日       | 鎌倉時代初期の公卿                                                                    |
| 蜂須賀斉裕              | 徳島藩主                                                                           | 1928年（昭和3年）11月10日       | 江戸時代の大名                                                                        |
| 松平頼恭                | 高松藩主                                                                           | 1928年（昭和3年）11月10日       | 江戸時代の大名                                                                        |
| 長宗我部元親            | 長宗我部氏当主                                                                     | 1928年（昭和3年）11月10日       | 戦国時代の武将                                                                        |
| 横井平四郎 （横井小楠） | 福井藩主松平春嶽の政治顧問など                                                     | 1928年（昭和3年）11月10日       | 熊本藩士、儒学者。幕末の志士。                                                        |
| 小原駩吉                | 貴族院議員、宮中顧問官                                                             | 1932年（昭和7年）5月15日        |                                                                                       |
| 山田三良                | 東京帝国大学教授、貴族院議員                                                       | 1936年（昭和11年)1月15日        | 法学博士                                                                              |
| 藤本幸太郎              | 東京商科大学教授                                                                   | 1941年（昭和16年）4月           | 一橋大学名誉教授 日本初の商学博士                                                     |
| 山本五十六              | 元帥海軍大将、連合艦隊司令長官                                                     | 1943年（昭和18年）5月21日       | 同年4月18日、ブーゲンビル島にて戦没                                                   |
| 古賀峯一                | 元帥海軍大将、連合艦隊司令長官                                                     | 1944年（昭和19年）5月12日       | 同年3月31日、殉職                                                                     |
| 渡部信                  | 宮中顧問官、帝室博物館総長、貴族院議員、日本郵船監査役                             | 1944年（昭和19年）9月6日        | 日光二荒山神社宮司・三嶋大社宮司の渡邊邁の次男。「渡邊」姓の記録もある。              |

### 日本国憲法施行後
実業家・政治家で叙された者については著名な役職のみを記載してある。氏名については原則として官報に記載されている表記とする。

#### 昭和期
| 氏名       | 主な役職                                         | 正三位に叙位された年月日   | 備考                                                       |
| ---------- | ------------------------------------------------ | -------------------------- | ---------------------------------------------------------- |
| 末弘厳太郎 | 法学者、中央労働委員会会長、日本水泳連盟名誉会長 | 1951年（昭和26年）9月11日  | 勲一等瑞宝章                                               |
| 太田政弘   | 関東長官、警視総監、貴族院議員                   | 1954年（昭和29年）1月24日  | 従三位より進階、旭日中綬章、勲一等瑞宝章                   |
| 田崎慎治   | 商学者、神戸商業大学学長（初代）                 | 1954年（昭和29年）4月3日   | 勲一等瑞宝章                                               |
| 德川賴貞   | 紀州徳川家当主、参議院議員、貴族院議員           | 1954年（昭和29年）4月17日  | 侯爵、勲二等瑞宝章                                         |
| 安藤正純   | 文部大臣、衆議院議員、東京朝日新聞取締役編集局長 | 1955年（昭和30年）10月14日 |                                                            |
| 緒方竹虎   | 北海道開発庁長官、内閣官房長官、朝日新聞社副社長 | 1956年（昭和31年）1月28日  | 勲一等旭日大綬章                                           |
| 上田辰之助 | 経済学者、一橋大学名誉教授                       | 1956年（昭和31年）10月31日 | 勲一等瑞宝章、日本学士院会員                               |
| 志賀潔     | 京城帝国大学総長、医学者、細菌学者               | 1957年（昭和32年）1月25日  | 勲一等瑞宝章、文化勲章、日本学士院会員                     |
| 横山秀麿   | 日本画家（横山大観）                             | 1958年（昭和33年）2月26日  | 勲一等旭日大綬章、文化勲章、日本藝術院会員                 |
| 小瀧彬     | 防衛庁長官、国際捕鯨委員会日本政府代表           | 1958年（昭和33年）5月28日  | 正五位より進階、勲二等旭日重光章                           |
| 苫米地義三 | 運輸大臣、内閣官房長官、大日本人造肥料会社社長   | 1959年（昭和34年）6月29日  | 勲一等旭日大綬章                                           |
| 五島慶太   | 東京急行電鉄会長、運輸通信大臣、衆議院議員       | 1959年（昭和34年）8月14日  | 勲一等旭日大綬章                                           |
| 小山松寿   | 衆議院議長、名古屋新聞社主                       | 1959年（昭和34年）11月25日 | 勲一等旭日大綬章、勲一等瑞宝章                             |
| 桜井三郎   | 熊本県知事（官選・公選）、参議院議員             | 1960年（昭和35年）4月8日   | 正五位より進階、勲二等瑞宝章                               |
| 風見章     | 司法大臣、内閣書記官長                           | 1961年（昭和36年）12月20日 | 勲一等瑞宝章                                               |
| 青木孝義   | 経済学者、経済安定本部総務長官、衆議院議員       | 1962年（昭和37年）1月14日  |                                                            |
| 中谷宇吉郎 | 物理学者、北海道大学教授、随筆家                 | 1962年（昭和37年）4月11日  | 勲一等                                                     |
| 手島栄     | 郵政大臣、逓信次官                               | 1963年（昭和38年）4月18日  | 勲一等瑞宝章                                               |
| 田村文吉   | 郵政大臣、新潟県長岡市長、北越製紙社長           | 1963年（昭和38年）6月26日  | 勲二等旭日重光章、藍綬褒章                                 |
| 佐々木信綱 | 歌人（佐佐木信綱）、国文学者                     | 1963年（昭和38年）12月2日  | 文化勲章、勲六等、日本藝術院会員                           |
| 大賀悳二   | 機械工学者、室蘭工業大学学長                     | 1964年（昭和39年）2月24日  | 勲一等瑞宝章、日本学術会議会員                             |
| 朝倉文夫   | 彫刻家                                           | 1964年（昭和39年）4月18日  | 勲四等瑞宝章、文化勲章、日本藝術院会員                     |
| 堤康次郎   | 衆議院議長、西武グループ創業者                   | 1964年（昭和39年）4月26日  | 勲一等旭日大綬章                                           |
| 三島通陽   | 小説家、劇作家、貴族院議員                       | 1965年（昭和40年）4月20日  | 勲二等旭日重光章                                           |
| 佐々木惣一 | 法学者、立命館大学学長、貴族院議員               | 1965年（昭和40年）8月4日   | 勲一等瑞宝章、日本学士院会員                               |
| 安倍能成   | 哲学者、学習院院長、文部大臣、貴族院議員         | 1966年（昭和41年）6月7日   | 勲一等瑞宝章                                               |
| 津島壽一   | 防衛庁長官、大蔵大臣、大蔵次官                   | 1967年（昭和42年）2月7日   | 従三位より進階、勲一等旭日大綬章、勲一等瑞宝章             |
| 高柳賢三   | 法学者、成蹊大学学長、貴族院議員                 | 1967年（昭和42年）6月11日  | 勲一等瑞宝章、日本学士院会員                               |
| 小林次郎   | 参議院事務総長、貴族院書記官長、貴族院議員       | 1967年（昭和42年）7月7日   | 正四位より進階、勲二等旭日重光章                           |
| 木暮武太夫 | 運輸大臣、参議院議員、木暮旅館当主               | 1967年（昭和42年）7月10日  | 正五位より進階、勲一等旭日大綬章、勲一等瑞宝章             |
| 伊藤武夫   | 砂防工学者、新潟県立農林専門学校校長             | 1968年（昭和43年）3月4日   | 勲二等瑞宝章                                               |
| 下村定     | 参議院議員、陸軍大臣、陸軍大将                   | 1968年（昭和44年）3月25日  | 従三位より進階、勲一等旭日大綬章、勲一等瑞宝章             |
| 小澤佐重喜 | 建設大臣、郵政大臣、運輸大臣                     | 1968年（昭和43年）5月8日   | 勲一等旭日大綬章                                           |
| 小泉信三   | 経済学者、慶應義塾長                             | 1968年（昭和43年）5月11日  | 文化勲章、日本学士院会員                                   |
| 石黒四郎   | 駐メキシコ特命全権大使、駐グァテマラ特命全権大使 | 1968年（昭和43年）7月24日  | 従三位より進階、勲二等旭日重光章                           |
| 小泉純也   | 防衛庁長官                                       | 1969年（昭和44年）8月10日  | 勲一等瑞宝章                                               |
| 左近司政三 | 旧日本海軍中将、商工大臣                         | 1969年（昭和44年）8月30日  | 従六位より進階、勲一等                                     |
| 落合太郎   | フランス文学者、奈良女子大学学長                 | 1969年（昭和44年）9月24日  | 勲二等旭日重光章                                           |
| 永野護     | 運輸大臣                                         | 1970年（昭和45年）1月3日   | 勲一等瑞宝章                                               |
| 石川一郎   | 昭和電工会長、経済団体連合会会長（初代）         | 1970年（昭和45年）1月20日  | 勲一等旭日大綬章                                           |
| 荒川文六   | 電気工学者、九州帝国大学総長、貴族院議員         | 1970年（昭和45年）2月9日   | 文化功労者                                                 |
| 有馬英二   | 衆議院議員、参議院議員、医学者                   | 1970年（昭和45年）4月6日   | 従三位より進階、勲二等旭日重光章、藍綬褒章                 |
| 加賀山之雄 | 参議院議員、日本国有鉄道総裁                     | 1970年（昭和45年）8月7日   | 正五位より進階、勲一等瑞宝章                               |
| 小田原大造 | 久保田鉄工所会長、大阪商工会議所会頭             | 1971年（昭和46年）4月8日   | 勲一等瑞宝章、勲二等旭日重光章、藍綬褒章                   |
| 綾部健太郎 | 衆議院議長、運輸大臣                             | 1972年（昭和47年）3月24日  |                                                            |
| 川端康成   | 小説家、ノーベル文学賞受賞者                     | 1972年（昭和47年）4月16日  | 勲一等旭日大綬章、文化勲章、日本藝術院会員                 |
| 野田武夫   | 自治大臣、北海道開発庁長官                       | 1972年（昭和47年）6月7日   | 勲一等旭日大綬章                                           |
| 齋藤昇     | 厚生大臣、運輸大臣、警察庁長官（初代）           | 1972年（昭和47年）9月8日   | 勲一等旭日大綬章                                           |
| 高橋健太郎 |                                                  | 1972年（昭和47年）11月     | （昭和47年）11月叙位勲一等旭日大勲章、                     |
| 寺尾豊     | 郵政大臣、参議院副議長                           | 1972年（昭和47年）11月27日 | 正八位より進階、勲一等旭日大綬章、勲一等瑞宝章             |
| 足立正     | 王子製紙社長、ラジオ東京会長（初代）             | 1973年（昭和48年）3月29日  | 勲一等旭日大綬章、勲一等瑞宝章、藍綬褒章                   |
| 赤間文三   | 法務大臣、参議院議員、大阪府知事                 | 1973年（昭和48年）5月2日   | 正五位より進階、勲一等旭日大綬章                           |
| 井藤半彌   | 経済学者、一橋大学学長                           | 1974年（昭和49年）2月6日   | 従三位より進階、勲一等瑞宝章、日本学士院会員               |
| 田中三男   | 駐トルコ全権大使、駐アルゼンチン全権大使         | 1974年（昭和49年）7月11日  | 勲一等瑞宝章                                               |
| 菊池正士   | 物理学者、日本原子力研究所所長                   | 1974年（昭和49年）11月12日 | 勲一等瑞宝章、文化勲章、日本学士院会員                     |
| 佐山総平   | 鉱山学者、北見工業大学学長                       | 1975年（昭和50年）2月17日  | 勲二等旭日重光章                                           |
| 黒川武雄   | 厚生大臣、参議院議員、虎屋会長                   | 1975年（昭和50年）3月8日   | 勲一等瑞宝章                                               |
| 古畑種基   | 法医学者、科学警察研究所所長                     | 1975年（昭和50年）5月6日   | 勲一等旭日大綬章、文化勲章、日本学士院会員                 |
| 長尾優     | 東京医科歯科大学学長                             | 1975年（昭和50年）11月11日 | 勲一等瑞宝章、日本学士院会員                               |
| 鹿嶋守之助 | 鹿島建設会長、外交史研究家、科学技術庁長官       | 1975年（昭和50年）12月3日  | 正六位より進階、勲一等旭日大綬章、勲一等瑞宝章、文化功労者 |
| 笹森順造   | 復員庁総裁、青山学院院長、東奥義塾塾長、剣道家   | 1976年（昭和51年）2月13日  | 勲一等瑞宝章                                               |
| 稻垣平太郎 | 通商産業大臣、商工大臣、横浜ゴム会長             | 1976年（昭和51年）4月23日  | 勲一等瑞宝章、勲二等旭日重光章                             |
| 土田豊     | 中東調査会理事長、駐エジプト特命全権大使         | 1976年（昭和51年）6月19日  | 従三位より進階                                             |
| 菅野和太郎 | 通商産業大臣、経済企画庁長官                     | 1976年（昭和51年）7月6日   | 勲一等旭日大綬章                                           |
| 堂森芳夫   | 医師、衆議院議員、参議院厚生委員長               | 1977年（昭和52年）1月13日  | 勲一等瑞宝章                                               |
| 島村一郎   | 衆議院議員、通商産業政務次官                     | 1977年（昭和52年）2月1日   | 勲一等旭日大綬章                                           |
| 小泉明     | 経済学者、一橋大学学長                           | 1977年（昭和52年）2月10日  | 従三位より進階、勲二等旭日重光章                           |
| 神田博     | 厚生大臣                                         | 1977年（昭和52年）6月30日  | 正六位より進階、勲一等旭日大綬章、勲一等瑞宝章             |
| 迫水久常   | 郵政大臣、経済企画庁長官、内閣書記官長           | 1977年（昭和52年）7月25日  | 勲一等旭日大綬章                                           |
| 土屋隼     | 駐ギリシャ全権大使、駐フィリピン特命全権大使     | 1978年（昭和53年）2月9日   |                                                            |
| 浅井清     | 人事院総裁（初代）、貴族院議員                   | 1979年（昭和54年）8月14日  | 勲一等瑞宝章                                               |
| 麻生磯次   | 国文学者、学習院院長、東京大学名誉教授           | 1979年（昭和54年）9月9日   | 勲一等瑞宝章、日本学士院会員                               |
| 曾禰益     | 衆議院議員、参議院議員、民主社会党書記長         | 1980年（昭和55年）4月25日  | 勲一等旭日大綬章                                           |
| 井野碩哉   | 法務大臣、農林大臣、拓務大臣                     | 1980年（昭和55年）5月19日  | 勲一等旭日大綬章、勲一等瑞宝章                             |
| 井口貞夫   | 駐アメリカ合衆国特命全権大使、外務事務次官       | 1980年（昭和55年）5月27日  | 勲一等瑞宝章                                               |
| 塩見俊二   | 厚生大臣、自治大臣                               | 1980年（昭和55年）11月22日 | 従五位より進階、勲一等瑞宝章                               |
| 荒舩清十郎 | 衆議院副議長、運輸大臣、行政管理庁長官           | 1980年（昭和55年）11月25日 | 勲一等旭日大綬章                                           |
| 久保卓也   | 防衛事務次官、防衛施設庁長官                     | 1980年（昭和55年）12月7日  | 勲二等瑞宝章                                               |
| 小山邦太郎 | 参議院議員、長野県小諸市長                       | 1981年（昭和56年）3月24日  | 正五位より進階、勲一等旭日大綬章、勲三等瑞宝章             |
| 齋藤悠輔   | 最高裁判所判事、大審院判事                       | 1981年（昭和56年）3月26日  | 勲一等瑞宝章                                               |
| 周東英雄   | 農林大臣、自治大臣、建設大臣                     | 1981年（昭和56年）8月8日   | 勲一等旭日大綬章                                           |
| 石破二朗   | 自治大臣、国家公安委員長、鳥取県知事             | 1981年（昭和56年）9月16日  | 勲一等瑞宝章                                               |
| 大橋武夫   | 運輸大臣、労働大臣、法務総裁                     | 1981年（昭和56年）10月3日  | 勲一等旭日大綬章                                           |
| 斎藤勇     | 英文学者、東京女子大学学長                       | 1982年（昭和57年）7月4日   | 勲二等瑞宝章、文化功労者、日本学士院会員                   |
| 東龍太郎   | 東京都知事、日本赤十字社社長                     | 1983年（昭和58年）1月9日   | 勲一等旭日桐花大綬章                                       |
| 平林剛     | 衆議院議員、参議院議員、日本社会党書記長         | 1983年（昭和58年）2月9日   | 勲一等旭日大綬章                                           |
| 上原正吉   | 科学技術庁長官、参議院議員、大正製薬社長         | 1983年（昭和58年）3月12日  | 勲一等瑞宝章、勲一等旭日大綬章                             |
| 中川一郎   | 農林大臣、農林水産大臣                           | 1983年（昭和58年）5月26日  | 勲一等旭日大綬章                                           |
| 古池信三   | 国際電信電話会長、郵政大臣                       | 1983年（昭和58年）10月7日  | 正五位より進階、勲一等旭日大綬章                           |
| 佐々木忠義 | 海洋物理学者、東京水産大学学長                   | 1983年（昭和58年）10月11日 | 勲二等旭日重光章                                           |
| 木村武雄   | 建設大臣、国家公安委員長、行政管理庁長官         | 1983年（昭和58年）11月26日 | 勲一等旭日大綬章                                           |
| 郡祐一     | 法務大臣、郵政大臣、石川県知事（官選）           | 1983年（昭和58年）12月28日 | 正五位より進階、勲一等旭日大綬章                           |
| 千葉皓     | 駐ブラジル全権大使、 駐オーストラリア全権大使    | 1984年（昭和59年）1月20日  | 勲一等瑞宝章                                               |
| 園田直     | 外務大臣、厚生大臣、内閣官房長官、衆議院副議長   | 1984年（昭和59年）4月2日   | 勲一等旭日大綬章                                           |
| 田岡良一   | 法学者、大阪産業大学学長                         | 1984年（昭和59年）5月29日  | 勲一等瑞宝章、日本学士院会員                               |
| 大河内一男 | 経済学者、東京大学総長、専修大学学長             | 1984年（昭和59年）8月9日   | 勲一等瑞宝章、日本学士院会員                               |
| 新谷寅三郎 | 運輸大臣、郵政大臣                               | 1984年（昭和59年）12月16日 | 勲一等旭日大綬章                                           |
| 白浜仁吉   | 郵政大臣、衆議院議員、医師                       | 1985年（昭和60年）1月4日   | 勲一等瑞宝章                                               |
| 田中六助   | 通商産業大臣、内閣官房長官                       | 1985年（昭和60年）1月31日  | 勲一等旭日大綬章                                           |
| 今里広記   | 日本精工会長、経済同友会終身幹事                 | 1985年（昭和60年）5月30日  | 勲一等旭日大綬章、勲一等瑞宝章、藍綬褒章                   |
| 木原均     | 京都大学名誉教授、国立遺伝学研究所所長           | 1986年（昭和61年）7月27日  | 勲一等旭日大綬章、文化勲章、日本学士院会員                 |
| 木村四郎七 | 在韓国全権大使、在中華民国（台湾）全権大使       | 1986年（昭和61年）8月28日  | 勲一等瑞宝章                                               |
| 久保田豊   | 日本工営創業者                                   | 1986年（昭和61年）9月9日   | 勲一等旭日大綬章、勲一等瑞宝章、藍綬褒章                   |
| 金倉圓照   | 仏教学者、宮城教育大学学長                       | 1987年（昭和62年）1月24日  | 勲二等旭日重光章、文化功労者、日本学士院会員               |
| 田中伊三次 | 衆議院副議長、法務大臣、自治庁長官               | 1987年（昭和62年）4月11日  | 勲一等旭日大綬章                                           |
| 西村英一   | 自由民主党副総裁、国土庁長官（初代）             | 1987年（昭和62年）9月15日  | 勲一等旭日大綬章、勲一等桐花大綬章                         |
| 臼井荘一   | 総理府総務長官                                   | 1987年（昭和62年）10月18日 | 勲一等旭日大綬章、勲一等瑞宝章                             |
| 小島徹三   | 法務大臣、衆議院議員、弁護士                     | 1988年（昭和63年）1月20日  | 勲一等旭日大綬章、勲一等瑞宝章                             |
| 徳安実蔵   | 郵政大臣、総理府総務長官                         | 1988年（昭和63年）2月7日   | 勲一等旭日大綬章                                           |
| 黒川利雄   | 東北大学教授、同医学部長、同総長                 | 1988年（昭和63年）2月21日  | 勲一等旭日大綬章、文化勲章、日本学士院会員                 |
| 有澤廣巳   | 統計学者、日本統計学会会長、法政大学総長         | 1988年（昭和63年）3月7日   | 勲一等旭日大綬章、勲一等瑞宝章、日本学士院会員             |
| 植竹春彦   | 郵政大臣、参議院議員、東野鉄道会長               | 1988年（昭和63年）5月20日  | 勲一等瑞宝章                                               |
| 木内四郎   | 科学技術庁長官、内閣副書記官長                   | 1988年（昭和63年）8月31日  | 従四位より進階、勲一等瑞宝章                               |

#### 平成期
| 氏名         | 主な役職                                                                                     | 正三位に叙位された年月日   | 備考                                                                                       |
| ------------ | -------------------------------------------------------------------------------------------- | -------------------------- | ------------------------------------------------------------------------------------------ |
| 石原幹市郎   | 自治大臣、国家公安委員長、福島県知事                                                         | 1989年（平成元年）3月7日   | 正五位より進階、勲一等旭日大綬章                                                           |
| 高橋通敏     | 駐エジプト特命全権大使、外務省研修所所長                                                     | 1989年（平成元年）4月6日   | 勲二等旭日重光章                                                                           |
| 松下幸之助   | 松下電器産業株式会社（現・パナソニック）創業者                                               | 1989年（平成元年）4月27日  | 勲一等旭日桐花大綬章                                                                       |
| 西川寧       | 書家                                                                                         | 1989年（平成元年）5月16日  | 勲一等瑞宝章、文化勲章、日本藝術院会員                                                     |
| 勝間田清一   | 衆議院副議長、日本社会党中央執行委員長                                                       | 1989年（平成元年）12月14日 | 勲一等旭日大綬章                                                                           |
| 奥田良三     | 奈良県知事、群馬県知事（官選）                                                               | 1989年（平成元年）12月22日 | 勲一等旭日大綬章                                                                           |
| 加藤常太郎   | 労働大臣、衆議院議員、参議院議員、加藤海運社長                                               | 1990年（平成2年）10月11日  | 勲一等旭日大綬章                                                                           |
| 鹿内信隆     | フジサンケイグループ会議議長（初代）、フジテレビジョン会長、産経新聞社会長、ニッポン放送会長 | 1990年（平成2年）10月28日  | 勲一等旭日大綬章                                                                           |
| 島津久大     | 迎賓館長（初代）、駐中華民国特命全権大使                                                     | 1990年（平成2年）12月9日   | 勲一等瑞宝章                                                                               |
| 井上靖       | 小説家                                                                                       | 1991年（平成3年）1月29日   | 勲一等旭日大綬章、文化勲章、日本藝術院会員                                                 |
| 本田宗一郎   | 本田技研工業創業者                                                                           | 1991年（平成3年）8月5日    | 勲一等旭日大綬章                                                                           |
| 安孫子藤吉   | 自治大臣、国家公安委員長、山形県知事、食糧庁長官                                             | 1992年（平成4年）4月6日    | 正五位より進階、勲一等旭日大綬章、勲一等瑞宝章                                             |
| 三井脩       | 警察庁長官                                                                                   | 1992年（平成4年）8月11日   | 従七位より進階                                                                             |
| 劒木亨弘     | 文部大臣、文部事務次官                                                                       | 1992年（平成4年）11月29日  | 従五位より進階、勲一等旭日大綬章、勲一等瑞宝章                                             |
| 佐藤一郎     | 経済企画庁長官、大蔵事務次官                                                                 | 1993年（平成5年）2月26日   | 正六位より進階、勲一等瑞宝章                                                               |
| 板垣清一郎   | 山形県知事                                                                                   | 1993年（平成5年）10月2日   | 勲一等瑞宝章                                                                               |
| 石田博英     | 労働大臣、運輸大臣、内閣官房長官                                                             | 1993年（平成5年）10月14日  | 勲一等旭日大綬章                                                                           |
| 赤城宗徳     | 農林大臣、防衛庁長官、内閣官房長官                                                           | 1993年（平成5年）11月11日  | 勲一等旭日大綬章                                                                           |
| 永末英一     | 衆議院議員、民社党中央執行委員長                                                             | 1993年（平成5年）7月10日   | 勲一等旭日大綬章                                                                           |
| 鈴木永二     | 三菱化成会長、日本経済団体連合会会長                                                         | 1994年（平成6年）10月11日  | 勲一等旭日大綬章、勲一等瑞宝章、藍綬褒章                                                   |
| 大来佐武郎   | 外務大臣、総合研究開発機構研究評議会議長                                                     | 1995年（平成7年）2月9日    | 勲一等旭日大綬章                                                                           |
| 上田常光     | 駐西ドイツ特命全権大使、駐シンガポール特命全権大使                                           | 1995年（平成7年）3月1日    | 勲二等旭日重光章                                                                           |
| 多賀谷眞稔   | 衆議院副議長、日本社会党書記長                                                               | 1995年（平成7年）4月9日    | 勲一等旭日大綬章                                                                           |
| 朝海浩一郎   | 駐アメリカ合衆国特命全権大使                                                                 | 1995年（平成7年）9月9日    | 勲一等瑞宝章                                                                               |
| 曽野明       | 駐西ドイツ全権大使、駐パキスタン全権大使                                                     | 1995年（平成7年）9月22日   |                                                                                            |
| 鮫島眞男     | 法学者、衆議院法制局長                                                                       | 1995年（平成7年）10月2日   | 勲二等旭日重光章                                                                           |
| 太田一郎     | 駐イタリア特命全権大使、外務事務次官                                                         | 1996年（平成8年）1月20日   | 勲一等瑞宝章                                                                               |
| 藤井勝志     | 労働大臣、衆議院議員                                                                         | 1996年（平成8年）1月25日   | 勲一等旭日大綬章                                                                           |
| 大野明       | 運輸大臣、労働大臣                                                                           | 1996年（平成8年）2月5日    | 勲一等                                                                                     |
| 江﨑真澄     | 総務庁長官、通商産業大臣、自治大臣、防衛庁長官                                               | 1996年（平成8年）12月11日  | 勲一等旭日大綬章                                                                           |
| 加藤陸奥雄   | 生物学者、東北大学総長                                                                       | 1997年（平成9年）3月8日    |                                                                                            |
| 塚田十一郎   | 新潟県知事、郵政大臣、自治庁長官                                                             | 1997年（平成9年）5月23日   | 勲一等旭日大綬章                                                                           |
| 岡田實       | 冶金学者、大阪大学総長                                                                       | 1997年（平成9年）6月15日   | 勲一等瑞宝章、紺綬褒章、日本学術会議会員                                                   |
| 瀬戸山三男   | 文部大臣、法務大臣、建設大臣、宮崎県都城市長                                                 | 1997年（平成9年）6月23日   | 勲一等旭日大綬章                                                                           |
| 西郷吉之助   | 法務大臣                                                                                     | 1997年（平成9年）10月12日  | 従四位より進階、勲一等旭日大綬章                                                           |
| 井深大       | ソニー創業者                                                                                 | 1997年（平成9年）12月19日  | 勲一等旭日桐花大綬章、文化勲章、勲一等旭日大綬章                                           |
| 田中龍夫     | 文部大臣、通商産業大臣、総理府総務長官、山口県知事                                           | 1998年（平成10年）3月30日  | 勲一等旭日大綬章                                                                           |
| 奥田敬和     | 郵政大臣、自治大臣、運輸大臣                                                                 | 1998年（平成10年）7月16日  | 勲一等旭日大綬章                                                                           |
| 小平久雄     | 衆議院副議長、労働大臣、総理府総務長官                                                       | 1998年（平成10年）8月12日  | 勲一等旭日大綬章                                                                           |
| 久野忠治     | 郵政大臣                                                                                     | 1998年（平成10年）10月25日 | 勲一等旭日大綬章                                                                           |
| 猪初男       | 耳鼻咽喉科医師、新潟大学学長                                                                 | 1999年（平成11年）9月11日  | 勲二等旭日重光章                                                                           |
| 世耕政隆     | 自治大臣、国家公安委員長                                                                     | 1999年（平成11年）9月25日  | 勲一等旭日大綬章                                                                           |
| 盛田昭夫     | ソニー創業者                                                                                 | 1999年（平成11年）10月3日  | 勲一等旭日大綬章、レジオンドヌール勲章コマンドゥール、大英帝国勲章（ナイト）、勲一等瑞宝章 |
| 鈴木省吾     | 法務大臣                                                                                     | 1999年（平成11年）10月4日  | 勲一等旭日大綬章                                                                           |
| 加藤武徳     | 自治大臣、国家公安委員長、岡山県知事                                                         | 2000年（平成12年）2月9日   | 勲一等旭日大綬章                                                                           |
| 佐々木良作   | 衆議院議員、民社党中央執行委員長                                                             | 2000年（平成12年）3月9日   | 勲一等旭日大綬章                                                                           |
| 越智伊平     | 農林水産大臣                                                                                 | 2000年（平成12年）3月24日  | 勲一等旭日大綬章                                                                           |
| 梶山静六     | 内閣官房長官、通商産業大臣、自治大臣                                                         | 2000年（平成12年）6月6日   | 勲一等旭日大綬章                                                                           |
| 宇都宮徳馬   | 衆議院議員、ミノファーゲン製薬創業者                                                         | 2000年（平成12年）7月1日   | 勲一等旭日大綬章                                                                           |
| 加藤六美     | 工学者、東京工業大学学長、人事院人事官                                                       | 2000年（平成12年）7月8日   | 勲一等瑞宝章                                                                               |
| 重光晶       | 駐ソ連特命全権大使、駐ナイジェリア特命全権大使                                               | 2000年（平成12年）8月27日  | 勲二等旭日重光章                                                                           |
| 加納六郎     | 衛生動物学者、東京医科歯科大学学長                                                           | 2000年（平成12年）9月17日  | 勲二等旭日重光章、日本学術会議会員                                                         |
| 小坂善太郎   | 外務大臣、経済企画庁長官、労働大臣                                                           | 2000年（平成12年）11月26日 | 勲一等旭日大綬章                                                                           |
| 小平忠       | 衆議院懲罰委員長、民社党中央執行副委員長                                                     | 2000年（平成12年）12月3日  | 勲一等旭日大綬章                                                                           |
| 河本敏夫     | 通商産業大臣、郵政大臣                                                                       | 2001年（平成13年）5月24日  | 勲一等旭日大綬章                                                                           |
| 武藤山治     | 衆議院商工委員長、日本社会党政審会長                                                         | 2001年（平成13年）5月29日  | 勲一等旭日大綬章                                                                           |
| 木部佳昭     | 建設大臣                                                                                     | 2001年（平成13年）9月2日   |                                                                                            |
| 大出俊       | 郵政大臣                                                                                     | 2001年（平成13年）11月8日  | 勲一等旭日大綬章                                                                           |
| 木村睦男     | 参議院議長、運輸大臣                                                                         | 2001年（平成13年）12月7日  | 勲一等旭日大綬章                                                                           |
| 田澤吉郎     | 農林水産大臣                                                                                 | 2001年（平成13年）12月12日 | 勲一等旭日大綬章                                                                           |
| 中村正雄     | 衆議院議員、民社党中央執行副委員長                                                           | 2002年（平成14年）4月4日   | 勲一等旭日大綬章                                                                           |
| 坂野重信     | 自治大臣、国家公安委員長、建設事務次官                                                       | 2002年（平成14年）4月17日  | 勲一等旭日大綬章                                                                           |
| 小島太作     | 駐フィンランド特命全権大使、駐駐インド特命全権大使                                           | 2002年（平成14年）11月4日  | 勲二等旭日重光章                                                                           |
| 鹿取泰衛     | 駐ソ連特命全権大使、駐中国特命全権大使                                                       | 2003年（平成15年）1月11日  |                                                                                            |
| 村田敬次郎   | 通商産業大臣、自治大臣                                                                       | 2003年（平成15年）4月2日   | 勲一等旭日大綬章                                                                           |
| 長田裕二     | 参議院議長、科学技術庁長官、郵政事務次官                                                     | 2003年（平成15年）4月28日  | 勲一等旭日大綬章                                                                           |
| 久保亘       | 大蔵大臣、社会民主党副党首                                                                   | 2003年（平成15年）6月24日  | 勲一等旭日大綬章                                                                           |
| 三ッ林弥太郎 | 科学技術庁長官                                                                               | 2003年（平成15年）8月18日  | 勲一等旭日大綬章                                                                           |
| 大石武一     | 農林水産大臣、環境庁長官                                                                     | 2003年（平成15年）10月19日 | 勲一等旭日大綬章                                                                           |
| 井上吉夫     | 国土庁長官、北海道・沖縄開発庁長官                                                           | 2003年（平成15年）10月24日 | 勲一等旭日大綬章                                                                           |
| 富田朝彦     | 宮内庁長官、警視庁副総監                                                                     | 2003年（平成15年）11月13日 | 勲一等瑞宝章                                                                               |
| 阿具根登     | 参議院副議長                                                                                 | 2004年（平成16年）1月16日  | 勲一等旭日大綬章                                                                           |
| 池田行彦     | 外務大臣                                                                                     | 2004年（平成16年）1月28日  | 旭日大綬章                                                                                 |
| 山中貞則     | 通商産業大臣、防衛庁長官                                                                     | 2004年（平成16年）2月20日  | 勲一等旭日大綬章                                                                           |
| 三塚博       | 大蔵大臣、外務大臣                                                                           | 2004年（平成16年）4月25日  | 旭日大綬章                                                                                 |
| 岩崎純三     | 総務庁長官                                                                                   | 2004年（平成16年）7月10日  | 勲一等旭日大綬章                                                                           |
| 辻辰三郎     | 検事総長                                                                                     | 2004年（平成16年）8月28日  | 勲一等瑞宝章                                                                               |
| 中山利生     | 防衛庁長官                                                                                   | 2004年（平成16年）9月30日  | 勲一等旭日大綬章                                                                           |
| 田中正巳     | 厚生大臣                                                                                     | 2005年（平成17年）8月5日   | 勲一等旭日大綬章                                                                           |
| 内海英男     | 建設大臣、国土庁長官                                                                         | 2005年（平成17年）8月21日  | 勲一等旭日大綬章                                                                           |
| 後藤田正晴   | 内閣官房長官、法務大臣、警察庁長官                                                           | 2005年（平成17年）9月19日  | 勲一等旭日大綬章                                                                           |
| 大出峻郎     | 最高裁判所判事、内閣法制局長官                                                               | 2005年（平成17年）9月29日  | 旭日大綬章                                                                                 |
| 田邊圀男     | 沖縄開発庁長官、総理府総務長官、山梨県知事                                                   | 2005年（平成17年）12月19日 | 勲一等旭日大綬章                                                                           |
| 坂本三十次   | 内閣官房長官、労働大臣                                                                       | 2006年（平成18年）3月19日  | 勲一等旭日大綬章                                                                           |
| 松平勇雄     | 行政管理庁長官、福島県知事                                                                   | 2006年（平成18年）4月1日   | 勲一等旭日大綬章                                                                           |
| 松野頼三     | 労働大臣、農林大臣                                                                           | 2006年（平成18年）5月10日  | 旭日大綬章                                                                                 |
| 亀井善之     | 農林水産大臣、運輸大臣                                                                       | 2006年（平成18年）5月12日  | 旭日大綬章                                                                                 |
| 佐藤文哉     | 仙台高等裁判所長官、弁護士                                                                   | 2006年（平成18年）6月21日  | 瑞宝重光章                                                                                 |
| 西堀正弘     | 国連大使                                                                                     | 2006年（平成18年）7月1日   | 勲一等瑞宝章                                                                               |
| 原田昇左右   | 建設大臣                                                                                     | 2006年（平成18年）7月2日   | 勲一等旭日大綬章                                                                           |
| 藤尾正行     | 文部大臣                                                                                     | 2006年（平成18年）10月22日 | 勲一等旭日大綬章                                                                           |
| 長野士郎     | 岡山県知事、自治事務次官                                                                     | 2006年（平成18年）12月5日  | 正七位より進階、勲一等旭日大綬章                                                           |
| 江藤隆美     | 建設大臣、運輸大臣、総務庁長官                                                               | 2007年（平成19年）11月22日 | 勲一等旭日大綬章                                                                           |
| 北島敬介     | 検事総長                                                                                     | 2008年（平成20年）3月2日   | 瑞宝大綬章                                                                                 |
| 瀬谷英行     | 参議院副議長                                                                                 | 2008年（平成20年）12月16日 | 勲一等旭日大綬章                                                                           |
| 植木光教     | 総理府総務長官、沖縄開発庁長官                                                               | 2009年（平成21年）6月6日   | 勲一等旭日大綬章                                                                           |
| 中川昭一     | 財務大臣、農林水産大臣、経済産業大臣                                                         | 2009年（平成21年）10月3日  | 旭日大綬章                                                                                 |
| 武藤嘉文     | 外務大臣                                                                                     | 2009年（平成21年）11月4日  | 勲一等旭日大綬章                                                                           |
| 鈴木俊一     | 東京都知事、自治事務次官、内閣官房副長官                                                     | 2010年（平成22年）5月14日  | 勲一等旭日大綬章                                                                           |
| 村山達雄     | 大蔵大臣                                                                                     | 2010年（平成22年）5月20日  | 勲一等旭日大綬章                                                                           |
| 栗原祐幸     | 防衛庁長官、労働大臣                                                                         | 2010年（平成22年）6月1日   | 勲一等旭日大綬章                                                                           |
| 赤桐操       | 参議院副議長                                                                                 | 2010年（平成22年）6月21日  | 勲一等旭日大綬章                                                                           |
| 伊藤正己     | 最高裁判所判事                                                                               | 2010年（平成22年）12月27日 | 勲一等旭日大綬章、文化勲章                                                                 |
| 氏家齊一郎   | 日本民間放送連盟会長、日本テレビ放送網社長・会長                                             | 2011年（平成23年）3月28日  | 旭日大綬章                                                                                 |
| 塩崎潤       | 経済企画庁長官、総務庁長官                                                                   | 2011年（平成23年）5月27日  | 勲一等旭日大綬章                                                                           |
| 吉國一郎     | 内閣法制局長官、日本プロ野球コミッショナー                                                   | 2011年（平成23年）9月2日   | 従六位より進階、勲一等旭日大綬章                                                           |
| 粕谷茂       | 北海道開発庁長官、沖縄開発庁長官                                                             | 2011年（平成23年）10月21日 | 勲一等旭日大綬章                                                                           |
| 谷洋一       | 農林水産大臣                                                                                 | 2011年（平成23年）10月24日 | 勲一等旭日大綬章                                                                           |
| 松永信雄     | 外務事務次官、駐アメリカ合衆国大使                                                           | 2011年（平成23年）12月1日  | 従七位から進階、勲一等旭日大綬章                                                           |
| 岡村泰孝     | 検事総長                                                                                     | 2011年（平成23年）12月22日 | 勲一等瑞宝章                                                                               |
| 團藤重光     | 最高裁判所判事・東京大学名誉教授                                                             | 2012年（平成24年）6月25日  | 正六位から進階、文化勲章、勲一等旭日大綬章                                                 |
| 安井吉典     | 衆議院副議長、日本社会党副委員長                                                             | 2012年（平成24年）11月6日  | 勲一等旭日大綬章                                                                           |
| 瓦力         | 建設大臣、防衛庁長官                                                                         | 2013年（平成25年）1月13日  | 旭日大綬章                                                                                 |
| 高橋武生     | 福岡高等検察庁検事長、証券取引等監視委員会委員長                                             | 2013年（平成25年）2月25日  | 瑞宝重光章                                                                                 |
| 筧栄一       | 検事総長、弁護士                                                                             | 2013年（平成25年）5月15日  | 勲一等瑞宝章                                                                               |
| 吉永祐介     | 検事総長、弁護士                                                                             | 2013年（平成25年）6月10日  | 瑞宝大綬章                                                                                 |
| 宮下創平     | 厚生大臣、環境庁、防衛庁長官                                                                 | 2013年（平成25年）10月7日  | 勲一等旭日大綬章                                                                           |
| 豊田英二     | トヨタ自動車名誉会長                                                                         | 2013年（平成25年）10月8日  | 勲一等旭日大綬章                                                                           |
| 根來泰周     | 東京高等検察庁検事長、公正取引委員会委員長、日本プロ野球コミッショナー                       | 2013年（平成25年）11月4日  | 瑞宝大綬章                                                                                 |
| 小林充       | 仙台高等裁判所長官、札幌地方裁判所長                                                         | 2013年（平成25年）12月28日 | 瑞宝重光章                                                                                 |
| 山下徳夫     | 運輸大臣、内閣官房長官、厚生大臣                                                             | 2014年（平成26年）1月1日   | 勲一等旭日大綬章                                                                           |
| 尾崎行信     | 最高裁判所判事                                                                               | 2014年（平成26年）3月9日   | 勲一等瑞宝章                                                                               |
| 西田司       | 国家公安委員長、自治大臣                                                                     | 2014年（平成26年）5月9日   | 勲一等旭日大綬章                                                                           |
| 香川保一     | 最高裁判所判事                                                                               | 2014年（平成26年）6月13日  | 従七位より進階、勲一等瑞宝章                                                               |
| 小松一郎     | 内閣法制局長官、駐フランス特命全権大使                                                       | 2014年（平成26年）6月23日  | 瑞宝大綬章、レジオンドヌール勲章コマンドゥール                                             |
| 神谷尚男     | 検事総長                                                                                     | 2015年（平成27年）2月6日   | 正六位より進階                                                                             |
| 山口鶴男     | 総務庁長官、日本社会党書記長                                                                 | 2015年（平成27年）8月3日   | 勲一等旭日大綬章                                                                           |
| 竹内黎一     | 科学技術庁長官                                                                               | 2015年（平成27年）9月5日   | 勲一等旭日大綬章                                                                           |
| 塩川正十郎   | 財務大臣、内閣官房長官、文部大臣                                                             | 2015年（平成27年）9月19日  | 勲一等旭日大綬章                                                                           |
| 仁田陸郎     | 東京高等裁判所長官                                                                           | 2015年（平成27年）11月2日  | 瑞宝重光章                                                                                 |
| 坪井榮孝     | 日本医師会会長、世界医師会会長                                                               | 2016年（平成28年）2月9日   | 勲一等旭日大綬章                                                                           |
| 大内啓伍     | 厚生大臣、民社党中央執行委員長                                                               | 2016年（平成28年）3月9日   | 勲一等旭日大綬章                                                                           |
| 佐藤信二     | 通商産業大臣、運輸大臣                                                                       | 2016年（平成28年）5月3日   | 勲一等旭日大綬章                                                                           |
| 遠藤光男     | 最高裁判所裁判官、弁護士                                                                     | 2016年（平成28年）5月16日  | 勲一等瑞宝章                                                                               |
| 堀内光雄     | 通商産業大臣、労働大臣                                                                       | 2016年（平成28年）5月17日  | 勲一等旭日大綬章                                                                           |
| 鳩山邦夫     | 総務大臣、法務大臣、文部大臣、労働大臣                                                       | 2016年（平成28年）6月21日  | 旭日大綬章                                                                                 |
| 前田勲男     | 法務大臣                                                                                     | 2016年（平成28年）8月22日  | 旭日大綬章                                                                                 |
| 加藤紘一     | 内閣官房長官、防衛庁長官                                                                     | 2016年（平成28年）9月9日   | 旭日大綬章                                                                                 |
| 奥野誠亮     | 国土庁長官、法務大臣、文部大臣                                                               | 2016年（平成28年）11月16日 | 勲一等旭日大綬章                                                                           |
| 小里貞利     | 労働大臣、総務庁長官                                                                         | 2016年（平成28年）12月14日 | 勲一等旭日大綬章                                                                           |
| 林義郎       | 大蔵大臣、厚生大臣                                                                           | 2017年（平成29年）2月3日   | 勲一等旭日大綬章                                                                           |
| 中井洽       | 国家公安委員長、法務大臣                                                                     | 2017年（平成29年）4月22日  | 旭日大綬章                                                                                 |
| 與謝野馨     | 財務大臣、内閣官房長官、通商産業大臣                                                         | 2017年（平成29年）4月22日  | 旭日大綬章                                                                                 |
| 根岸重治     | 東京高等検察庁検事長、最高裁判所判事                                                         | 2017年（平成29年）7月22日  | 勲一等瑞宝章                                                                               |
| 野中広務     | 内閣官房長官、自治大臣                                                                       | 2018年（平成30年）1月26日  | 勲一等旭日大綬章                                                                           |
| 大内恒夫     | 最高裁判所裁判官、東京高等裁判所長官                                                         | 2018年（平成28年）2月8日   | 勲一等瑞宝章                                                                               |
| 大河原良雄   | 在アメリカ合衆国日本大使、駐オーストラリア大使                                               | 2018年（平成30年）3月29日  | 正七位より進階、勲一等瑞宝章、紺綬褒章                                                     |
| 谷川和穗     | 法務大臣、防衛庁長官                                                                         | 2018年（平成30年）6月8日   | 勲一等旭日大綬章                                                                           |
| 米倉弘昌     | 住友化学会長、日本経済団体連合会会長                                                         | 2018年（平成30年）11月16日 | 旭日大綬章                                                                                 |
| 荒川洋二     | 大阪高等検察庁検事長、弁護士                                                                 | 2018年（平成30年）11月22日 | 瑞宝重光章                                                                                 |
| 鴻池祥肇     | 防災担当大臣、内閣官房副長官                                                                 | 2018年（平成30年）12月25日 | 旭日大綬章                                                                                 |
| 相澤英之     | 経済企画庁長官、金融再生委員長                                                               | 2019年（平成31年）4月4日   | 正八位から進階、勲一等旭日大綬章                                                           |
| 保岡興治     | 法務大臣                                                                                     | 2019年（平成31年）4月19日  | 旭日大綬章                                                                                 |

#### 令和期
| 氏名       | 主な役職                                               | 正三位に叙位された年月日   | 備考                                                       |
| ---------- | ------------------------------------------------------ | -------------------------- | ---------------------------------------------------------- |
| 野呂田芳成 | 農林水産大臣、防衛庁長官                               | 2019年（令和元年）5月23日  | 勲一等旭日大綬章                                           |
| 水野清     | 建設大臣、総務庁長官                                   | 2019年（令和元年）7月28日  | 勲一等旭日大綬章                                           |
| 高鳥修     | 経済企画庁長官、総務庁長官                             | 2019年（令和元年）10月20日 | 勲一等旭日大綬章                                           |
| 村岡兼造   | 内閣官房長官、運輸大臣、郵政大臣                       | 2019年（令和元年）12月25日 | 勲一等旭日大綬章                                           |
| 塚本三郎   | 衆議院議員、民社党中央執行委員長                       | 2020年（令和2年）5月20日   | 勲一等旭日大綬章                                           |
| 渡部恒三   | 衆議院副議長、厚生大臣、自治大臣、通商産業大臣         | 2020年（令和2年）8月23日   | 勲一等旭日大綬章                                           |
| 町田幸雄   | 仙台高等検察庁検事長、公安調査庁長官                   | 2020年（令和2年）9月6日    | 瑞宝重光章                                                 |
| 小柴昌俊   | 物理学者、東京大学特別栄誉教授、ノーベル物理学賞受賞者 | 2020年（令和2年）11月12日  | 勲一等旭日大綬章、文化勲章、日本学士院会員                 |
| 角田禮次郎 | 最高裁判所判事、内閣法制局長官                         | 2020年（令和2年）11月17日  | 従七位から進階、勲一等旭日大綬章                           |
| 杉原弘泰   | 大阪高等検察庁検事長、公安調査庁長官                   | 2020年（令和2年）11月28日  | 瑞宝重光章                                                 |
| 有馬朗人   | 文部大臣、科学技術庁長官、東京大学総長、俳人           | 2020年（令和2年）12月6日   | 旭日大綬章、文化勲章                                       |
| 左藤惠     | 法務大臣、郵政大臣、国土庁長官                         | 2021年（令和3年）1月9日    | 勲一等旭日大綬章                                           |
| 越智通雄   | 経済企画庁長官、金融再生委員会委員長                   | 2021年（令和3年）1月30日   | 勲一等旭日大綬章                                           |
| 相良朋紀   | 広島高等裁判所長官、仙台高等裁判所長官                 | 2021年（令和3年）4月4日    | 瑞宝重光章                                                 |
| 長尾真     | 情報工学者、京都大学総長、国際高等研究所所長           | 2021年（令和3年）5月23日   | 文化勲章、レジオンドヌール勲章シュヴァリエ、日本学士院会員 |
| 中西宏明   | 日立製作所会長、日本経済団体連合会会長                 | 2021年（令和3年）6月27日   | 旭日大綬章                                                 |
| 野村一成   | 宮内庁御用掛、東宮大夫、在ロシア連邦大使               | 2021年（令和3年）7月4日    | 瑞宝重光章                                                 |
| 葉梨信行   | 自治大臣、国家公安委員長                               | 2021年（令和3年）8月14日   | 勲一等旭日大綬章                                           |
| 森山眞弓   | 法務大臣、文部大臣、内閣官房長官、環境庁長官           | 2021年（令和3年）10月14日  | 旭日大綬章                                                 |
| 鹿野道彦   | 農林水産大臣、総務庁長官                               | 2021年（令和3年）10月21日  | 旭日大綬章                                                 |
| 唐澤俊二郎 | 郵政大臣                                               | 2021年（令和3年）11月19日  | 勲一等旭日大綬章                                           |
| 石原愼太郎 | 東京都知事、運輸大臣、環境庁長官、小説家               | 2022年（令和4年）2月1日    | 旭日大綬章                                                 |
| 内山齊     | 読売新聞グループ本社社長、日本新聞協会会長             | 2022年（令和4年）2月2日    | 旭日大綬章                                                 |
| 渡邉允     | 侍従長、宮内庁参与、駐ヨルダン大使                     | 2022年（令和4年）2月8日    | 瑞宝大綬章                                                 |
| 尾身幸次   | 財務大臣、経済企画庁長官                               | 2022年（令和4年）4月14日   | 旭日大綬章                                                 |
| 石井一     | 自治大臣、国家公安委員長、国土庁長官                   | 2022年（令和4年）6月4日    | 旭日大綬章                                                 |
| 藤井裕久   | 財務大臣、大蔵大臣、内閣官房副長官                     | 2022年（令和4年）7月10日   | 旭日大綬章                                                 |
| 松永光     | 大蔵大臣、文部大臣、通商産業大臣                       | 2022年（令和4年）10月11日  | 勲一等旭日大綬章                                           |
| 石原信雄   | 内閣官房副長官、自治事務次官                           | 2023年（令和5年）1月29日   | 勲一等旭日大綬章                                           |
| 中山太郎   | 外務大臣、総理府総務長官、沖縄開発庁長官               | 2023年（令和5年）3月15日   | 勲一等旭日大綬章                                           |
| 中村正三郎 | 法務大臣、環境庁長官                                   | 2023年（令和5年）9月1日    | 旭日大綬章                                                 |
| 津島雄二   | 厚生大臣                                               | 2023年（令和5年）10月25日  | 旭日大綬章                                                 |
| 山本公一   | 環境大臣、内閣府特命担当大臣                           | 2023年（令和5年）10月31日  | 旭日大綬章                                                 |
| 保利耕輔   | 文部大臣、自治大臣、国家公安委員会委員長               | 2023年（令和5年）11月4日   | 旭日大綬章                                                 |
| 竹入義勝   | 衆議院議員、公明党中央執行委員会委員長                 | 2023年（令和5年）12月23日  | 勲一等旭日大綬章                                           |
| 村田恒     | 名古屋高等検察庁検事長、高松高等検察庁検事長           | 2024年（令和6年）2月19日   | 瑞宝重光章                                                 |
| 園部逸夫   | 最高裁判所判事                                         | 2024年（令和6年）9月13日   | 勲一等瑞宝章                                               |
| 清水湛     | 広島高等裁判所長官                                     | 2024年（令和6年）11月13日  | 瑞宝大綬章                                                 |
| 渡邉恒雄   | ジャーナリスト、読売新聞グループ本社元社長・会長       | 2024年（令和6年）12月19日  | 旭日大綬章                                                 |
| 古田佑紀   | 最高裁判所判事、最高検察庁次長検事                     | 2025年（令和7年）3月20日   | 旭日大綬章                                                 |
| 田名部匡省 | 農林水産大臣、アイスホッケー日本代表元選手・監督       | 2025年（令和7年）3月26日   | 旭日大綬章                                                 |